# Winthrop (Minnesota)
Pour les articles homonymes, voir Winthrop.
Winthrop est une ville américaine du comté de Sibley, dans le Minnesota.